# Веретільниця ламка
Веретінниця ламка або гладун (Anguis fragilis) — представник роду веретільниця (Anguis) родини веретільницеві  (Anguidae). 
Має 2 підвиди.

## Опис
Порівняно велика безнога ящірка зі змієподібним тілом загальною довжиною до 50 см. Самці трохи менші за самиць. Хвіст відносно короткий (не довший за тулуб), дуже ламкий. Вушний отвір менший або рівний ніздрям. Луска тулуба гладенька, розташована у 21-36 поздовжніх рядків.
Молоді веретінниці зверху сріблясто-білого або блідо-кремового кольору з двома тісно розташованими темними смугами, які тягнуться від розташованої на потилиці трикутної плями. Боки й черево чорного або чорно-бурого забарвлення, причому межа між світлою спинною і темної бічною частиною тіла виражена дуже різко. У дорослих ящірок спинна сторона тулуба поступово темнішає і набуває коричнево-бурого або темно-сірого кольору з характерним бронзовим відливом. Боки й черево, навпаки, світлішають і їх темне забарвлення зберігається зазвичай лише у вигляді 2 бічних смужок, що проходять з боків тіла. Дорослі самці часто одноколірні, з 2 рядками великих блакитних або рідше чорно-бурих плям на спині, особливо чітко виражених в її передній третини.

## Спосіб життя
Полюбляє широколистяні та мішані ліси, зустрічаючись також на межі лісів, полів і лугів, на лісових галявинах та у садах. У горах піднімається до висоти 2500 м над рівнем моря. Ховається у лісовій підстилці, під впалими стовбурами дерев, у гнилих пнях, під камінням, хмизом, у норах риючих тварин. Має здатність відкидати хвоста при небезпеці (автотомія). Харчується дощовими червами, наземними молюсками, зокрема голими слимаками, багатоніжками, мокрицями, а також комахами та їх личинками.
На зимівлю йде не раніше другої половини вересня, причому збираються іноді по кілька десятків особин разом.
Це яйцеживородна ящірка. Статева зрілість настає на 3 році життя. Вагітність триває близько 3 місяців, молоді веретінниці народжуються у середині липня — серпні. Самка приводить від 5 до 26 дитинчат довжиною 38-50 мм без урахування хвоста. Відомі випадки проживання веретінниці в неволі до 30-35 років.

## Розповсюдження
Широко поширена у Малій Азії, на Кавказі і в північному Ірані, у центральній, західній, південній Європі, Балтії, Білорусі, Україні, Польщі та Молдові, Росії до лівобережної долини річки Тобол. Зустрічається також в Данії, Норвегії та Швеції.

## Підвиди
- Anguis fragilis fragilis
- Anguis fragilis colchicus

За новішими дослідженнями із застосуванням молекулярно-генетичних методів підвиди роду Anguis винесли до рівня окремих видів :

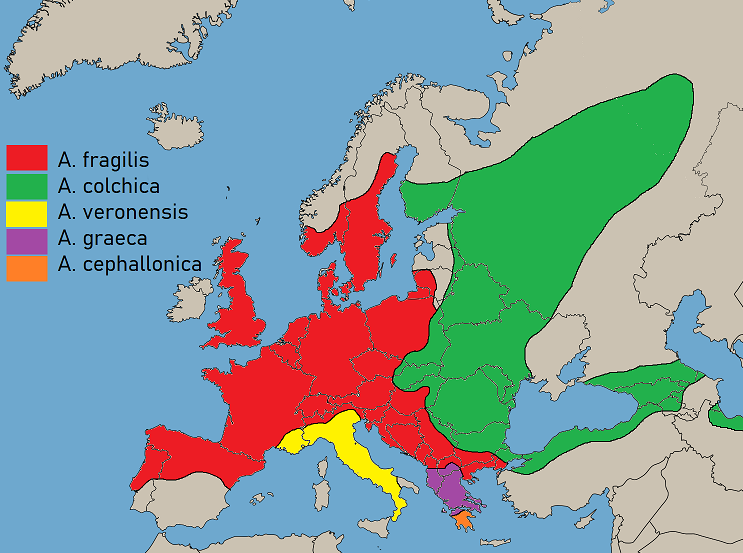
Ареали видів роду Anguis

- Веретільниця ламка (Anguis fragilis)
- Веретільниця східна (A. colchica)
- A. veronensis
- A. graeca
- Anguis cephallonica